# Jacqui McShee

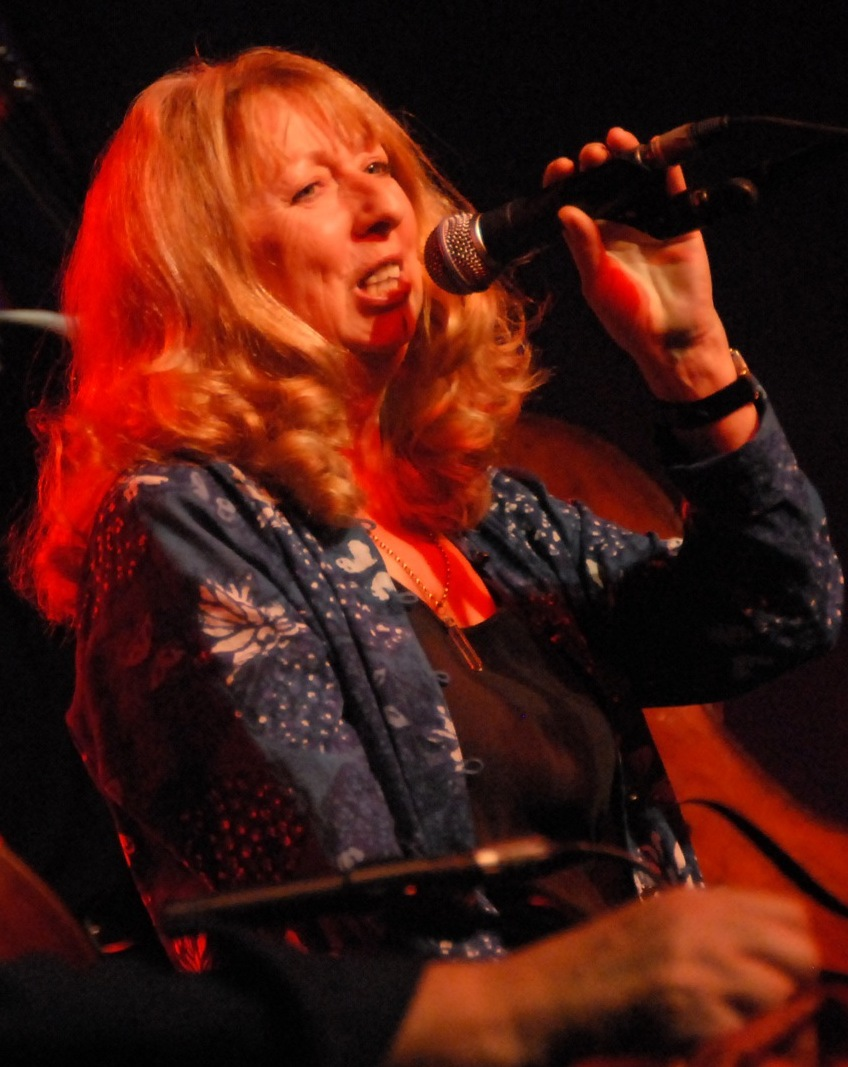
Jacqui McShee in 2007 met Pentangle

Jacqueline (Jacqui) McShee (Catford, South East Londen, 25 december 1943) is een Engelse zangeres. Sedert 1966 trad zij op met de folkrockband Pentangle.
McShee's muzikale carrière begon met solo-optredens in folkclubs in de jaren 60. Na haar werk met gitarist John Renbourn, ging zij ook bij Pentangle meedoen.
In 1994 vormde McShee een nieuwe band, Jacqui McShee's Pentangle, die met een paar personele veranderingen nog steeds op de planken staat.
In 1995 trad Jacqui op als een sessiezangeres, samen met haar echtgenoot de drummer Gerry Conway, op het album Active in The Parish van de zanger songwriter David Hughes. Volgens het Q magazine was dit het Album of the Year.